# 楚图南
楚图南（1899年8月18日—1994年4月11日），字方鹏，别名曾，笔名高素、介青、高寒，男，云南文山人，中华人民共和国教育家、翻译家及政治人物，原副国级领导人。也是中国共产党早期活动家。曾任暨南大学、云南大学、上海法学院教授。

## 生平

### 民国时期
1913年考入昆明的联合中学，1919年考入北京高等师范学校（后来的北京师范大学）史地部，求学期间参加了中国社会主义青年团，并在李大钊指导下编辑出版《劳动文化》报。1920年毕业后回云南在一系列中学任教，并在同情共产党的学生中组织“读书会”。1926年接李大钊通知，去中国东北以教师身份为中国共产党工作，并于1926年冬正式成为中共党员。
1930年－1934年因涉嫌吉林学潮而被捕入狱。出狱后化名楚曾，在上海暨南大学先后任讲师和教授。抗战爆发后他经香港、海防到昆明，任教于云南大学文史系。1943年加入中国民主同盟（民盟），并成为云南组织的负责人之一。1946年他在李公朴、闻一多被暗杀后为其主持悼念及抗议活动。1946年8月到上海，任上海法学院教授，后因民盟被禁而流亡香港。1949年10月1日在天安门城楼上参加了开国大典仪式。

### 共和国时期

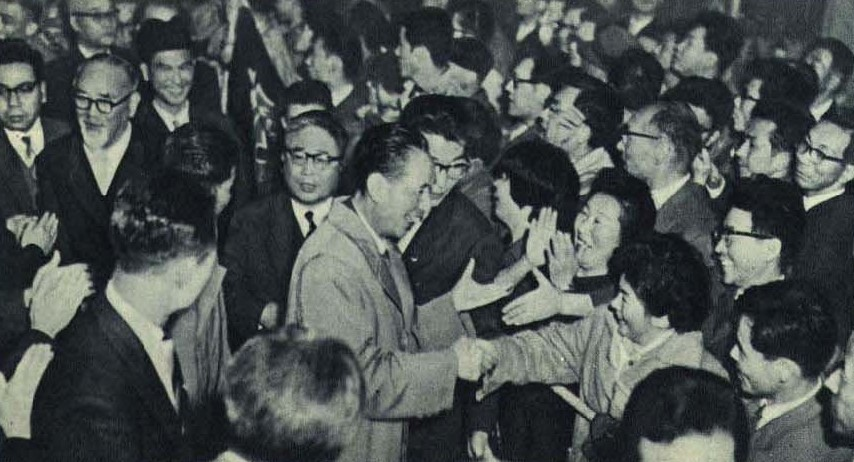
1961年11月20日 楚图南率领中国人民对外友好协会访问日本

中华人民共和国建立后，他担任中國人民對外友好協會会长。1954年，中国史学会公布第一届理事会名单，郭沫若担任主席，吴玉章、范文澜担任副主席，他担任理事。1956年当选民盟中央常务委员，1958年当选中央副主席。文革期间，楚图南被下放到河南明港的五七干校，直到1971年被获准回京。1979年和1983年他两次当选为民盟中央副主席，1986年任代主席和中央主席。他还长期担任全国人民代表大会代表和政协常委，并在1986年4月被选为第六届全国人大常委会副委员长。

## 作品
- 翻译作品：惠特曼的《草叶集》，《希腊神话与传说》，《查拉斯图拉如是说》。
- 文集：《萄草集——楚图南诗词选》（1995年），《楚图南——跨世纪的探索》（生平摄影集，1996年）， 《楚图南书法作品》（1997年）。